# Hotel za pčele
Hotel za pčele (i druge korisne kukce) naziv je za ljudski izrađenu nastambu koja oponaša prirodno stanište za prezimljavanje i razmnožavanje pčela samica.
Pčele samice (divlje pčele ili solitarne pčele) su pčele koje žive van košnica i nemaju maticu. Uspješni su oprašivači te imaju slabašan žalac, kojega rijetko koriste. Za njih se izrađuju nastambe koje im omogućuju toplinu i sigurno utočište tijekom zimske hibernacije.
Okviri nastambi izrađuju se od prirodnog drveta ili ostataka koji se mogu pronaći u prirodi, i drvene građe. Raznih su veličina i oblika, osim dubine okvira koja iznosi 15 do 20 cm. Okvir je ispunjen drvenim blokovima i dijelovima debljih grana u kojima su izbušene rupe, ili dijelovima stabljika trske ili bambusa. Promjer pojedinih rupa u blokovima i granama je oko šest milimetara, a njihova dubina od 12 do 15 cm. Kod rupa manjeg promjera dubina iznosi od 7 do 12 cm. Hoteli za pčele postavljaju se uz ograde, vanjske zidove ili neku drugu vertikalnu površinu. Najbolji položaj hotela je okrenutost prema jugu, što pčelama, zbog topline, omogućuje polaganje jaja od proljeća do jeseni.
Postavljanjem ovakvih hotela doprinosi se očuvanju i podizanju svijesti o važnosti oprašivača za stabilnost ekosustava. U Hrvatskoj ih je postavljeno nekoliko desetaka.

## Vanjske poveznice
Mrežna mjesta
- Hoteli za pčele, www.samobor.hr, 21. svibnja 2021.